# 절대교감
《절대교감》(Absolute Sympathy)는 만화 애독자들이 모여서 만든 만화전문 출판사이다. 김부용을 필두로 한 애독자들은 만화가 유시진의 팬클럽 《유시진FAN》(구, 시진동)에서 만나 출판사를 만드는 것을 결의하였고 2005년에 만화가 권교정이 지금은 휴간된 계간 만화 잡지 《계간만화》 2004년 가을호에 개제했던 단편 《왕비님 이야기》를 출간한 것을 시작으로 현재까지 만화책 3권, 정기 무크지 1종을 발행하였다.
창간사에서 2002년의 《드림서명운동》, 2004년의 시공사의 격월간 여성 만화 잡지 《오후》의 휴간을 계기로 결성된 서명 운동을 기원으로 하고, 감성문화 마니아층의 정서와 취향에 부합하고 좋은 작품 발매를 통한 마니아층 성장을 목표로 한다고 밝혔다.

출판사 이름은 만화가 유시진의 작품 《폐쇄자》에 등장하는 표현 '절대교감의 맹세'에서 인용한 것이다.

2008년 5월 28일, 한국문화콘텐츠진흥원의 2008년 만화특화신규프로젝트지원에 계간 작가주의 순정 만화 잡지 《권유》의 계획이 선정되어서 현재 《그루》라는 확정된 제목으로 10월에 창간을 앞두고 있다.

## 역대 단행본
- 《왕비님 이야기》- 권교정 2005년 12월 22일 발매 ISBN 8995752602
  - 《계간만화》 2004년 가을호에 개제했던 24쪽 분량의 컬러 단편을 양장본으로 출간하였다. 현재는 개정판이 나와있어 절판되었다.
  - 발매가격: 5,500원, 레이블: A-SIDE, 판형: 4x6배판, 페이지수: 36p
- 《왕비님 이야기》 개정판 - 권교정 2007년 6월 6일 발매 ISBN 9788995752616
  - 가격을 낮추고, 판형을 작게하였다.
  - 발매가격: 4,900원, 레이블: A-SIDE, 판형: 4x6판, 페이지수: 36p
- 《변태천사》- 변천 2007년 10월 15일 발매 ISBN 9788995752630
  - 만화 포털 사이트 《코믹 플러스》에서 연재했던 본격 4컷 만화 게이 코믹. 18세 미만 구독불가.
  - 발매가격: 8,800원, 레이블: Track xx2, 판형: , 페이지수: 123p
- 《세계의 끝과 마법사》- 니시지마 다이스케, 번역: 임필구 2007년 11월 1일 발매 ISBN 9788995752623
  - 일본 뉴웨이브 만화가 니시지마 다이스케의 2005년에 단행본용 책으로 나왔던 작가의 대표 시리즈이자, 한국에서의 첫 발행물.
  - 발매가격: 7,900원, 레이블: Track xx1, 판형: A5판, 페이지수: 196p

## 발행 예정 단행본
- 《THIS》 1,2 (복간) - 문흥미 2008년 9월 예정
- 《너에게 잠기다》 - 이시노 아야 2008년 11월 예정
- 《사랑의 도화선》 - 쿠로다 사카키 2008년 11월 예정

## 같이 보기
- 뷰티풀 라이프
- 변태천사